# A magyar labdarúgó-válogatott 2015. június 5-i mérkőzése
A magyar labdarúgó-válogatott barátságos mérkőzése Litvánia ellen, 2015. június 5-én, mely a 2014. május 1-jén átadott új debreceni Nagyerdei stadionban rendezett második válogatott-mérkőzés volt.

## Előzmények
A magyar labdarúgó-válogatottnak a Litvánia elleni volt a második mérkőzése a 2015-ös esztendőben. Az elsőre március 29-én került sor Budapesten, Görögország ellen (Eb-selejtező, 0-0).

A két csapat legutóbb 2010. november 17-én csapott össze egymással a szintén barátságos mérkőzés keretében. A Székesfehérváron, 4 136 néző előtt lezajlott találkozón Priskin Tamás és Dzsudzsák Balázs góljaival 2–0-ra megnyertük az összecsapást. 
Korábban még háromszor találkozott a két válogatott egymással. Legelőször 1998. május 27-én Nyíregyházán, melyet 1–0-ra megnyert a magyar együttes, majd két vb-selejtező következett, melyből a 2000. október 11-én Kaunasban lejátszottat 6–1-re nyertek a magyarok, míg a visszavágón a Puskás Ferenc Stadionban 1–1-es döntetlen eredmény született.

## Helyszín
A találkozót a debreceni Nagyerdei stadionban rendezték meg.
Az 1932-ben épült stadiont 2013. január 29-től teljesen felújították, 2014. május 1-jén egy nagyszabású gálával adták át, befogadóképessége 20 340 fő. Az első hivatalos válogatott mérkőzés egy Magyarország–Lengyelország mérkőzés volt, mely a magyar csapat 8–2-es győzelmével ért véget.

## A mérkőzés
| 2015. június 5. 18.30 (CET) |

| Magyarország                                                  | 4–0               | Litvánia |
| ------------------------------------------------------------- | ----------------- | -------- |
| Stieber 15' Dzsudzsák 20' Nikolics 29' Priskin 31' Tőzsér 43' | (4–0) Jegyzőkönyv |          |

| Nagyerdei stadion, Debrecen Nézőszám: 5 218 Játékvezető: Miroslav Zelinka (cseh) |

### Az összeállítások
| Csapatszínek | Csapatszínek | Csapatszínek |
| Csapatszínek |              |              |
| Csapatszínek |              |              |
|              |              |              |
| Magyarország |              |              |

| Csapatszínek | Csapatszínek | Csapatszínek |
| Csapatszínek |              |              |
| Csapatszínek |              |              |
|              |              |              |
| Litvánia     |              |              |

Használt rövidítések (magyar rövidítés – angol rövidítés – poszt):
| - KA – GK – kapus - V – DF – hátvéd - S – SW – söprögető - JV – RB – jobb oldali védő - KV – CB – középső védő - BV – LB – bal oldali védő - JSZV – RWB – jobb szélső védő - BSZV – LWB – bal szélső védő | - KP – MF – középpályás - VKP – DM – védekező középpályás - BKP – LM – bal oldali középpályás - KKP – CM – középső középpályás - JKP – RM – jobb oldali középpályás | - JSZ – RW – jobb szélső - BSZ – LW – bal szélső - TKP – AM – támadó középpályás | - CS – ST, FW – csatár - JCS – RF – jobb oldali csatár - KCS – CF – középső csatár - BCS – LF – bal oldali csatár |

| MAGYARORSZÁG: |    |                  |  |     |
|               |    |                  |  |     |
| KA            | 22 | Dibusz Dénes     |  | 46' |
| JV            | 3  | Szolnoki Roland  |  |     |
| KV            | 14 | Fiola Attila     |  | 46' |
| KV            | 2  | Lang Ádám        |  |     |
| BV            | 4  | Forró Gyula      |  | 46' |
| JKP           | 18 | Stieber Zoltán   |  | 46' |
| KKP           | 16 | Simon Ádám       |  |     |
| TKP           | 8  | Tőzsér Dániel    |  |     |
| BKP           | 7  | Dzsudzsák Balázs |  |     |
| JCS           | 19 | Priskin Tamás    |  | 46' |
| KCS           | 17 | Nikolics Nemanja |  | 46' |
| Cserék:       |    |                  |  |     |
| KA            | 1  | Király Gábor     |  | 46' |
| KA            | 12 | Bogdán Ádám      |  |     |
| V             | 5  | Szélesi Zoltán   |  | 46' |
| V             | 6  | Leandro          |  | 46' |
| CS            | 9  | Németh Krisztián |  | 46' |
| KP            | 10 | Gera Zoltán      |  |     |
| CS            | 13 | Varga Roland     |  | 46' |
| CS            | 11 | Szalai Ádám      |  | 46' |
| KP            | 20 | Márkvárt Dávid   |  |     |
| CS            | 21 | Simon Krisztián  |  |     |
| V             | 23 | Juhász Roland    |  |     |
| Vezetőedző:   |    |                  |  |     |
| Dárdai Pál    |    |                  |  |     |

| LITVÁNIA:           |    |                          |  |     |
|                     |    |                          |  |     |
| KA                  | 1  | Saulius Klevinskas       |  |     |
| JV                  | 23 | Vytautas Andriuškevičius |  | 76' |
| KV                  | 2  | Linas Klimavičius        |  |     |
| KV                  | 5  | Tomas Mikuckis           |  | 46' |
| BV                  | 8  | Egidijus Vaitkūnas       |  |     |
| VKP                 | 11 | Donatas Kazlauskas       |  | 46' |
| VKP                 | 18 | Mindaugas Panka          |  |     |
| JKP                 | 15 | Karolis Chvedukas        |  | 72' |
| KKP                 | 7  | Deividas Česnauskis      |  |     |
| BKP                 | 10 | Gratas Sirgėdas          |  | 58' |
| CS                  | 9  | Deivydas Matulevičius    |  | 62' |
| Cserék:             |    |                          |  |     |
| KA                  | 12 | Edvinas Gertmonas        |  |     |
| V                   | 3  | Georgas Freidgeimas      |  | 46' |
| V                   | 4  | Tadas Kijanskas          |  | 76' |
| KP                  | 14 | Vytautas Lukša           |  | 46' |
| V                   | 16 | Vykintas Slivka          |  | 58' |
| KP                  | 17 | Mantas Kuklys            |  | 72' |
| CS                  | 19 | Lukas Spalvis            |  | 62' |
| V                   | 20 | Rolandas Baravykas       |  |     |
| CS                  | 19 | Simonas Stankevicius     |  |     |
| Vezetőedző:         |    |                          |  |     |
| Igoris Pankratjevas |    |                          |  |     |

Asszisztensek:

Ondrej Pelikan (cseh) (partvonal)

Ivo Nádvorník (cseh) (partvonal)

Negyedik játékvezető:

Zbynek Proske (cseh)

## Örökmérleg a mérkőzés után
| Magyarország |           | Litvánia |
| ------------ | --------- | -------- |
| 4            | Győzelem  | 0        |
| 1            | Döntetlen | 1        |
| 14           | Gólok     | 2        |
| 9/10         | Pontok    | 1/10     |
| 90,00%       | %         | 10,00%   |